# Atractodes grandis
Atractodes grandis là một loài tò vò trong họ Ichneumonidae.